# Evolvente
Na geometria diferencial de curvas, uma evolvente é uma curva obtida de outra dada curva anexando a esta um cordão tenso imaginário e traçando um ponto da corda ao enrolá-la na curva; ou, ao contrário, ao desenrolá-la. É uma rolete na qual a curva rolante é uma linha reta contendo o ponto gerador. Por exemplo, uma evolvente é aproximadamente o caminho seguido por um espirobol quando a corda de ligação é enrolada no poste. Se o poste tem seção transversal circular, então a curva descrita pela bola é uma evolvente do círculo.
Alternativamente, outra forma de construir a evolvente de uma curva é substituir a corda esticada por um segmento de reta que é tangente à curva em uma extremidade, enquanto a outra extremidade traça a evolvente. O comprimento do segmento de reta é alterado pelo mesmo comprimento de arco que é percorrido sobre a curva quando o ponto tangente move-se ao longo da curva.
A evoluta de uma evolvente é a curva original, subtraidas as porções de curvatura zero ou indefinida. Ver as ilustrações evoluta e evolvente.
Se a função {\displaystyle r:\mathbb {R} \to \mathbb {R} ^{n}} é uma parametrização natural da curva (i.e. {\displaystyle |r^{\prime }(s)|=1} para todo s), então :{\displaystyle s\mapsto r(s)-sr^{\prime }(s)} parametriza a evolvente.

## Curva paramétrica
As equações de uma curva evolvente para uma função parametricamente definida ( x(t) , y(t) ) são:
{\displaystyle X[x,y]=x-{\frac {x'\int _{a}^{t}{\sqrt {x'^{2}+y'^{2}}}\,dt}{\sqrt {x'^{2}+y'^{2}}}}}
{\displaystyle Y[x,y]=y-{\frac {y'\int _{a}^{t}{\sqrt {x'^{2}+y'^{2}}}\,dt}{\sqrt {x'^{2}+y'^{2}}}}}

## Exemplos
|  |  |  |

### Evolvente de um círculo
A evolvente de um círculo tem uma forma semelhante a uma espiral de Arquimedes.
- Em coordenadas cartesianas a evolvente de um círculo tem as equações paramétricas

{\displaystyle x=a\left(cos\ t+t\ sin\ t\right)}
{\displaystyle y=a\left(sin\ t-t\ cos\ t\right)}
onde  {\displaystyle a} é o raio do círculo e {\displaystyle t} é um parâmetro
- Em coordenadas polares {\displaystyle r,\theta } a evolvente de um círculo tem as equações param[etricas

{\displaystyle r=a\sec \alpha }
{\displaystyle \theta =\tan \alpha -\alpha }
onde  {\displaystyle a} é o raio do círculo e {\displaystyle \alpha } é um parâmetro.
A evolvente de um círculo pode ser dada na forma
{\displaystyle r=a{\sqrt {1+t^{2}}}}
{\displaystyle \theta =\arctan {\frac {\sin t-t\cos t}{\cos t+t\sin t}}}.
Leonhard Euler propos o uso da evolvente de um círculo para a forma dos dentes de uma engrenagem, a forma que é atualmente usada na maioria delas, denominadas engrenagens evolventes.

### Evolvente de uma catenária
A evolvente de uma catenária pelo seu vértice é uma tractriz. Em coordenadas cartesianas a evolvente é dada por
{\displaystyle x=t-\mathrm {tanh} (t)}
{\displaystyle y=\mathrm {sech} (t)}
onde t é um parâmetro e sech é a secante hiperbólica (1/cosh(x)).
Derivada
Com {\displaystyle r(s)=(\sinh ^{-1}(s),\cosh(\sinh ^{-1}(s)))}
temos {\displaystyle r^{\prime }(s)=(1,s)/{\sqrt {1+s^{2}}}}
e {\displaystyle r(t)-tr^{\prime }(t)=(\sinh ^{-1}(t)-t/{\sqrt {1+t^{2}}},1/{\sqrt {1+t^{2}}})}.
Substituindo {\displaystyle t={\sqrt {1-y^{2}}}/y}
resulta {\displaystyle ({\rm {sech}}^{-1}(y)-{\sqrt {1-y^{2}}},y)}.

### Evolvente de uma cicloide
Uma evolvente de uma cicloide é uma cicloide congruente. Em coordenadas cartesianas a curva é dada por
{\displaystyle x=r(t-\sin(t))}
{\displaystyle y=r(1-\cos(t))}
onde t é o ângulo e r o raio.

## Aplicação
A evolvente possui algumas propriedades que a tornam fundamental para a indústria de engrenagens: se duas engrenagens engatadas possuem dentes com perfil evolvente, elas formam um sistema de engrenagens evolventes. Suas taxas de rotação relativas são constantes enquanto os dentes estão engrenados, e o contato ocorre sempre ao longo de um segmento de reta, denominado linha de ação. Com dentes de outras formas as velocidades de rotação e as forças transmitidas são intermitentes, ocasionando portanto vibrações, ruídos e desgaste excessivo. Por esta razão quase a totaalidade das engrenagens atualmente produzidas possuem dentes com a forma evolvente.
A evolvente de um círculo é também uma forma fundamental em compressores, pois um compressor espiral pode ser construído baseado nesta forma. Compressores espirais fazem menos barulho que compressores convencionais, sendo também mais eficientes.